# Хелльвеге
Хелльвеге (нем. Hellwege) — община в Германии, в земле Нижняя Саксония.
Входит в состав района Ротенбург-на-Вюмме. Подчиняется управлению Зоттрум. Население составляет 1114 человек (на 31 декабря 2010 года). Занимает площадь 27,44 км².
Коммуна подразделяется на 4 сельских округа.